# 2009年第一号热带低气压
第一号热带低气压（英語：Tropical Depression One）于2009年5月28日成形，是2009年大西洋飓风季发展形成的第一个热带气旋，这也是自2007年开始连续第3年在飓风季正式开始前就有热带气旋形成。系统源于北卡罗莱纳州近海一片杂乱无章的低气压区，在墨西哥湾暖流上空迅速发展。达到持续风速每小时55公里，最低气压1006毫巴（百帕，29.71英寸汞柱）的最高强度后，气旋开始因风切变逐渐增多、海面温度越来越低而减弱。5月29日下午，低气压关联的对流已经大幅偏离环流中心，美国国家飓风中心因此发布最后一份公告，宣布系统已退化成残留低气压区。
第一号热带低气压在热带气旋阶段没有对陆地产生影响，不过其低气压区前身在北卡罗莱纳州沿海部分地区产生小雨和微风。系统的移动路线、形成和持续时间与1940年的第一号热带风暴都很相近。

## 气象历史
5月中旬，有锋面系统在巴哈马附近停止移动并缓慢瓦解。受短波槽影响，该天气系统北部于5月25日向巴哈马以北移动。次日，位于北卡罗莱纳州威尔明顿西南偏南方向约465公里的锋面系统边缘发展出低气压区。系统向北移动，组织结构逐渐改善。5月27日，美国国家飓风中心开始针对位于北卡罗莱纳州哈特拉斯角（Cape Hatteras）以南约195公里海域的低气压区发布热带天气展望。受东南方向的上层高压脊影响，系统转向东北。协调世界时5月28日凌晨0点左右，美国国家飓风中心针对位于哈特拉期角以东约150公里洋面的低气压区发布最后一份展望，其中认为低气压不会得到进一步发展。
5月28日，系统中的对流迅速再生，美国国家飓风中心因此再度开始发布热带天气展望。当天下午15点左右，该机构将位于罗德岛州普罗维登斯以南约500公里海域的系统归类为第一号热带低气压。成为热带气旋后，低气压呈现出深层对流活动，其环流中心坐落在西北边缘。系统的重新发展是因多种利好因素的共同影响，如风切变少和高达26°C的水温等。当晚，低气压行经海域水温渐低，风切变也越来越多，气旋中的对流开始消亡。系统这时正夹在东南方向的副热带高压脊和西北方向的低压槽之间，与西风带连接起来。深夜23点30分左右，一颗快速散射仪卫星从低气压上空经过并测得热带风暴强度大风，但气象机构认为这一风速受到降雨的影响，所以不能代表低气压的实际强度。卫星过去后，气旋的环流中心开始朝西北方向部分暴露出来，关联的部分对流区也已消亡。

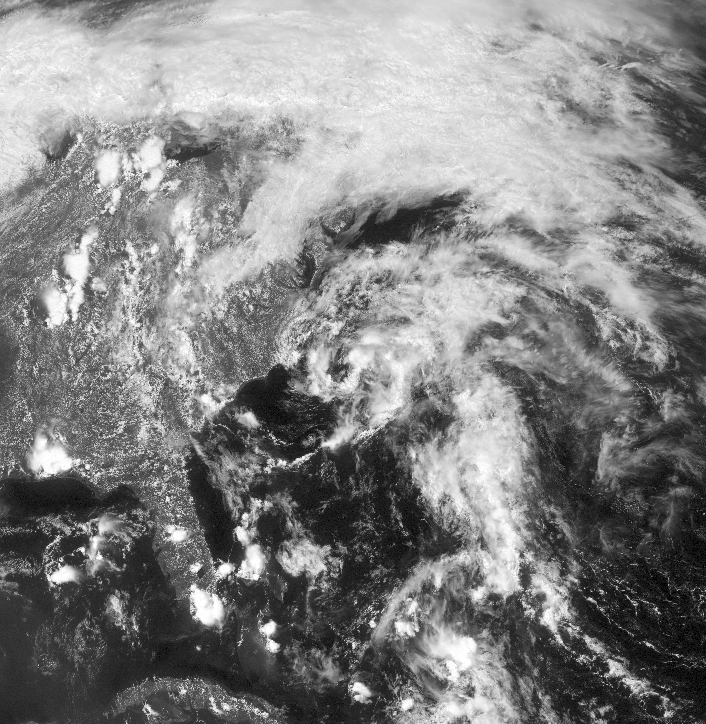
第一号热带低气压前身天气系统在5月27日这天的卫星图像

5月29日清晨，第一号热带低气压一度接近热带风暴强度，通过德沃夏克分析法估算所得数值为2.5，相当于每小时65公里风速，但同样的分析得到的最低数据又只有1.5，代表的风力时速为55公里，仍属热带低气压标准。对流活动在夜间经过爆发，到早上7点时，降水和雷暴活动又已消退。气旋这时已行进至墨西哥湾暖流边缘，因此气象部门预计低气压不大可能增强成热带风暴。当天上午，强烈的风切变令环流中心完全暴露，并且这时还有逐渐逼近的低压槽开始吸收规模较小的低气压。系统中的残余对流则局限在东南一角。由于低气压周围已经没有对流继续发展，系统于5月29日下午退化成残留低气压区。当晚21点，美国国家飓风中心发布针对第一号热带低气压的最后一份公告。系统残留一直持续到5月30日早上6点，最终被新斯科舍以南的一股暖锋吸收。

## 防灾措施、影响和纪录
5月27日，第一号热带低气压的前身天气系统在北卡罗莱纳州部分地区产生小雨。哈特拉斯当天的降雨量为2.5毫米，持续风速为每小时24公里，阵风时速则有37公里。气象部门测得的最低海平面气压为1009毫巴（百帕，29.81英寸汞柱）。
北卡罗莱纳州海岸沿线的风速较高，这种情况有可能和低气压的外围边缘有关。根据美国国家飓风中心的热带气旋报告，第一号热带低气压的形成位置比有纪录以来其它5月形成的热带气旋都更偏北面。